# Attentat du 7 juillet 2017 à Rafah
L'attentat du 7 juillet 2017 à Rafah est une attaque terroriste islamiste à la voiture piégée qui a eu lieu le 7 juillet 2017 au poste-frontière de Rafah entre l'Égypte et la Palestine. Revendiquée par la branche égyptienne du groupe terroriste État islamique, l'attaque a fait vingt-six morts et blessés du côté des forces armées égyptiennes qui ont mené une riposte ayant fait 40 victimes supplémentaires parmi les combattants extrémistes.

## Déroulement

Le poste-frontière de Rafah sur la carte de la Bande de Gaza.

Deux voitures piégées ont explosé en traversant deux points de contrôle de l'armée dans la province du Sinaï à la frontière avec la Bande de Gaza faisant 26 morts et blessés,.
Quelques heures après les explosions, les forces de sécurité ont réagi et tué 40 miliciens soupçonnés d'être impliqués dans ces attentats, selon une déclaration militaire,,. 
Dans un communiqué publié la nuit suivante, la branche égyptienne de l'État islamique revendique cette opération effectuée par les « soldats du califat ». Le groupe djihadiste Province du Sinaï, qui a fait allégeance à l'État islamique, a déjà revendiqué de nombreux attentats qui ont tué des centaines de militaires et de policiers depuis 2013. 

## Conséquences
Avant l'attentat, le poste-frontière de Rafah, unique point de passage entre Gaza et l’Égypte avec celui de Kerem Shalom, était géré par le Hamas. Il est rouvert en novembre 2017, mais passe alors sous contrôle du Fatah de Mahmoud Abbas. Toutefois, le poste-frontière de Rafah est régulièrement fermée par l'État égyptien.

## Série télévisée
En 2020, une série de 30 épisodes de 45 minutes chacun, El Ekhteyar (ar) (Le Choix), écrite par Baher Dewidar et réalisée par Peter Mimi, met en scène les opérations militaires des forces spéciales et services de renseignement dans la lutte contre les terroristes takfiristes du Sinaï. Elle joue sur la dualité du colonel Ahmed el-Mansy (en), tué à 38 ans lors de l'attentat, et du personnage de Hesham Ashmawy, traître à la nation et ancien officier dévoyé à l’origine de l’attaque terroriste ayant causé la mort du premier,.